# Nyctibatrachus acanthodermis
Espèce
Nyctibatrachus acanthodermis est une espèce d'amphibiens de la famille des Nyctibatrachidae.

## Répartition
Cette espèce est endémique du district de Palakkad dans le Kerala en Inde. Elle se rencontre dans le sud des Ghâts occidentaux. 

## Publication originale
- Biju, Van Bocxlaer, Mahony, Dinesh, Radhakrishnan, Zachariah, Giri & Bossuyt, 2011 : A taxonomic review of the Night Frog genus Nyctibatrachus Boulenger, 1882 in the Western Ghats, India (Anura: Nyctibatrachidae) with description of twelve new species. Zootaxa, no 3029, p. 1-96.